# Tarnawa (województwo lubuskie)
Tarnawa – wieś w Polsce położona w województwie lubuskim, w powiecie zielonogórskim, w gminie Zabór.
W latach 1975–1998 miejscowość położona była w województwie zielonogórskim.